# KTM X-Bow
El KTM X-Bow es un automóvil deportivo producido por el fabricante austríaco KTM desde 2008. Es un biplaza, con motor central-trasero longitudinal y tracción trasera. Se destaca por ser el primer y único automóvil construido por la marca desde su fundación.

## Características

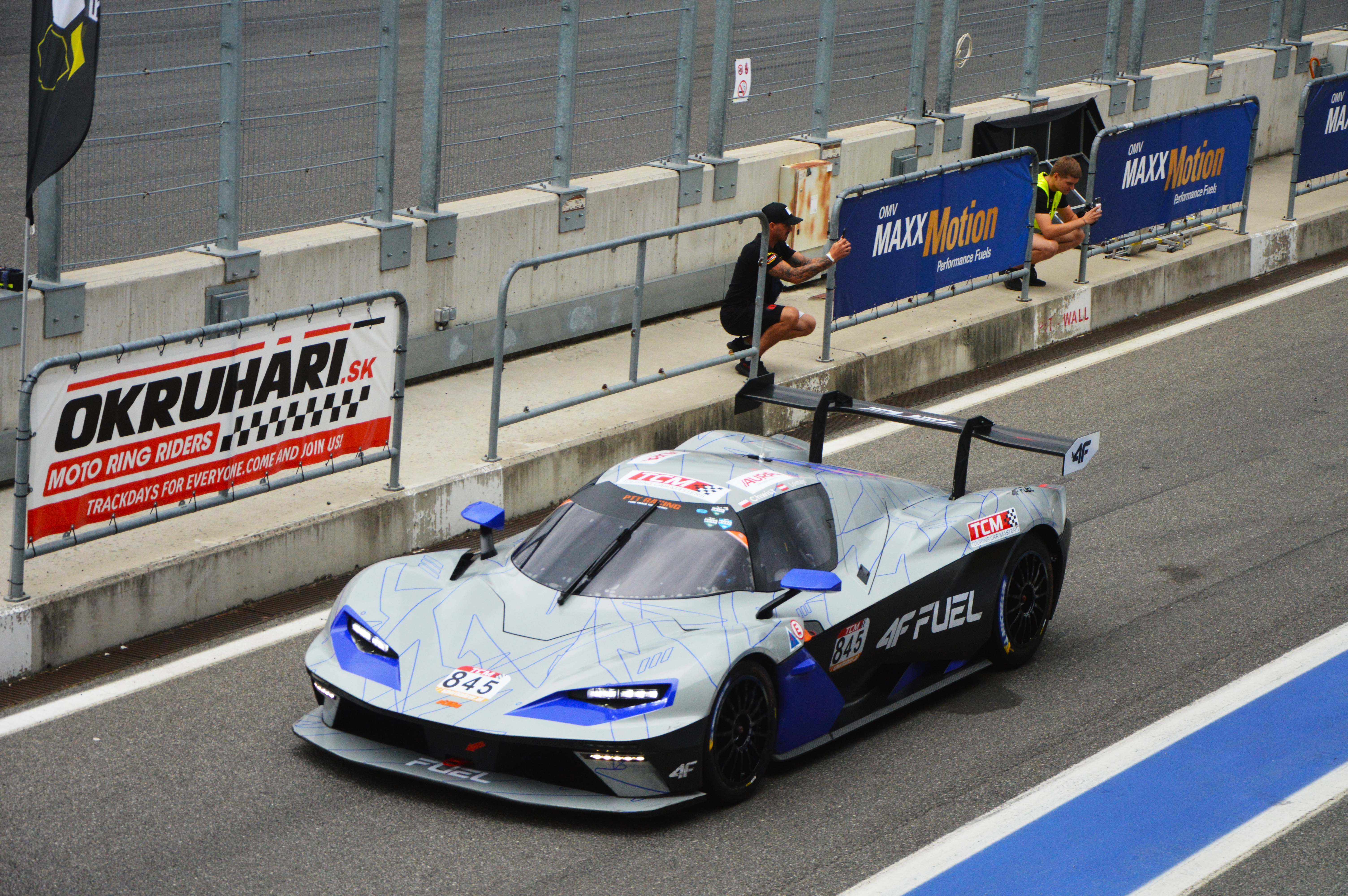
Artur Chwist en un SRO GT2 en el Gran Premio de Eslovaquia de 2022

### Motor
El motor de origen Volkswagen es una modificación del que incorpora el Seat León Cupra. Es un 4 cilindros con turbocompresor de 1984 c.c. que incorpora inyección directa, que cual opera entre 30 y 110 bar (426,4 y 1563,5 psi) (2940,0 y 10 780 kPa) con intercooler. Ofrece una potencia máxima de 241 CV (238 HP; 177 kW) a las 5500 rpm. Con esto, le permite alcanzar una velocidad máxima de 220 km/h (137 mph) y acelerar de 0 a 100 km/h (0 a 62 mph) en 3.9 segundos. El consumo medio es de 7,2 L/100 km (13,9 km/L; 32,7 mpgAm).

### Otras características
- El X-Bow pesa 790 kg (1742 libras), lo que lo convierte en uno de los automóviles más livianos del mundo y le permite una excelente relación peso a potencia.

- Sus medidas son 3738 mm (147,2 pulgadas) de largo, 1910 mm (75,2 pulgadas) de ancho y 1205 mm (47,4 pulgadas) de alto.

- La carrocería está hecha completamente en fibra de carbono.

- Los paneles de la carrocería pueden desmontarse del vehículo y cambiarse por otros que mejoran la aerodinámica del mismo o que permiten una entrada más amplia del aire al motor.

- En los bajos de la carrocería, hay un difusor trasero que ejerce una fuerza vertical de 193 kilogramos a una velocidad de 200 km/h. Según el fabricante, la aceleración lateral máxima es de 1.23 g.

- El chasis es un monocasco de fibra de carbono que pesa 75 kg (165 libras), el cual fue desarrollado por el especialista italiano Dallara.

- Las partes pintadas en color anaranjado son elaboradas en fibra de carbono, aunque la firma planea fabricarlas en plástico.

- El vehículo está homologado para circular por carretera.

- No posee parabrisas, por lo que son reemplazados por un pequeño deflector ("splitter") transparente para el aire que, según el fabricante, le permite al conductor prescindir de la calefacción y del limpiaparabrisas. Sin embargo, el coche incorpora un sistema de calefacción. A razón de ello, el fabricante recomienda el uso del casco.

- No tiene techo ni puertas.

- Incorpora un diferencial autoblocante.

- El volante se puede extraer completamente del vehículo como medida de seguridad.

- La única pantalla del panel de instrumentos, situada en posición central es la misma que utilizan las superbikes de la marca.

- Se pueden regular los pedales y el volante, tanto en altura como en profundidad.

- La caja de cambios manual es de 6 relaciones. Su origen es de la marca Volkswagen.

- Los asientos son fijos y no se pueden regular. Se puede elegir entre 3 asientos de diferente tamaño para adaptarse mejor a la talla del conductor.

- Los cinturones de seguridad son normalmente de 4 puntos de anclaje, aunque se pueden pedir con 6 puntos.

- El vehículo no tiene cajuela. Para almacenar la carga, hay una caja transportable. Los elementos de transporte obligatorio, como los triángulos o las lámparas de recambio, van guardados en un compartimento bajo los pies del pasajero; aquí también se almacena una funda para cubrir el habitáculo cuando no se usa el vehículo. En la zona que es ocupada por los pies del pasajero, pueden guardarse hasta 2 cascos.

- Tampoco dispone de radio, aire acondicionado ni las típicas guanteras.

- En la parte de la defensa delantera, hay una estructura deformable que absorbe la energía en caso de un impacto frontal, mientras que en la parte trasera tiene una caja silenciadora.

- La suspensión es de doble triángulo en las 4 ruedas, de tipo "push-rods", con los muelles y los amortiguadores WP colocados en posición casi horizontal, y perpendiculares al eje longitudinal del vehículo.

- La dirección es de cremallera y piñón no es asistida.

- Los frenos son de marca Brembo, de 305 mm de diámetro delante y 262 mm detrás. En cada llanta trasera hay 2 pinzas de freno, una de las cuales es para el freno de estacionamiento.

- Los neumáticos son de diferentes medidas en cada eje: 205/40 R17 en el eje delantero y 235/40 R18 en el trasera, montados en rines de aleación con tuerca de seguridad central.

- El tanque de combustible tiene capacidad para 40 litros (10,6 galAm).

### Precio y adquisición del automóvil
El precio del vehículo es 51 480 € sin impuestos, disponible en colores anaranjado, blanco, o negro lacado. La unidad que sea adquirida por un comprador, podrá recogerse en la misma planta en Austria, mediante distribuidores legalmente autorizados, o a domicilio.

## Prototipo
La firma había construido un prototipo del X-Bow, el cual finalizó siendo menos potente y de menos prestaciones que el modelo de serie. Desarrolla 220 CV (217 HP; 162 kW) de potencia, las tomas de aire eran de menor tamaño y el tamaño del escape era la mitad del que ahora posee el modelo de producción. En el volante habían LCD's y botones, que al final resultaron ser innecesarios, y por esta razón se omitieron en el modelo de producción. Se introdujo una pantalla en un lugar más visible para el conductor. Los tapizados fueron otra gran innovación para el modelo de serie.

## Variantes exclusivas
La marca fabricó una edición exclusiva del X-Bow, denominada Dallara, en homenaje al diseñador italiano Dallara. Se diferencia de la versión común en que posee algunos detalles adicionales en la carrocería y el chasís (un kit que mejora la aerodinámica del coche, y otro que mejora la refrigeración del motor); y tiene rines con un único punto de anclaje. Sin embargo, estos elementos pueden adquirirse por separado para la versión común por un coste extra.